# 23931 Ibuki
23931 Ibuki è un asteroide della fascia principale. Scoperto nel 1998, presenta un'orbita caratterizzata da un semiasse maggiore pari a 2,4107695 UA e da un'eccentricità di 0,0711161, inclinata di 7,95229° rispetto all'eclittica.